# アントン・エーベルル

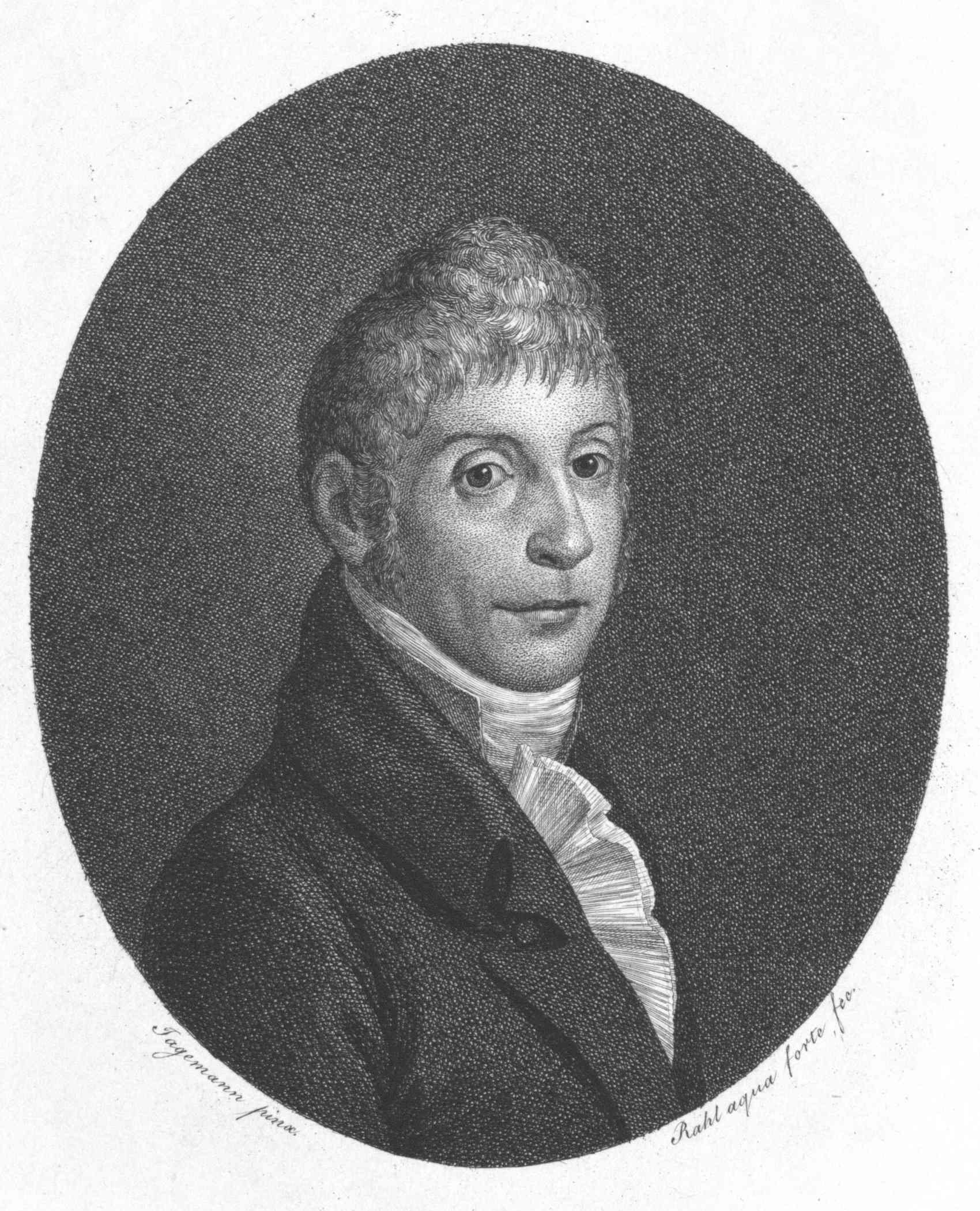
アントン・フランツ・ヨーゼフ・エーベルル

アントン・エーベルル（Anton Eberl, *1765年6月13日 ウィーン ‐ †1807年3月11日 ウィーン）は、オーストリア帝国の作曲家。本名はアントン・フランツ・ヨーゼフ・エーベルル（Anton Franz Josef Eberl）。

## 略歴
宮内省の官僚である父ヨーゼフ（Josef Eberl）のもとにウィーンに生まれる。早くも少年時代に目ざましい活躍によってピアニストとして頭角を顕す。9歳年長のヴォルフガング・アマデウス・モーツァルトにも才能を認められて弟子入りし、モーツァルトの友人となった。1791年にモーツァルトが亡くなると、哀悼カンタータ《モーツァルトの墓前にて（Bey Mozarts Grab）》を作曲する。モーツァルトの死後も遺族と関係を保ち、1795年から1796年までの冬に、モーツァルトの未亡人コンスタンツェとその姉アロイジアに同行して、ハンブルクやライプツィヒに演奏旅行に赴いた。
1796年3月28日にアンナ・マリア・シェフラーと結婚してサンクトペテルブルクに赴任し、ロシア帝国の宮廷楽長や皇室付き作曲家、ヴィルトゥオーゾのピアニスト、ならびに皇族の音楽教師として活動した。
1803年よりエーベルルの名が再びウィーンの街を賑わせる。歌劇《暗い島の姫君（Die Königin der schwarzen Inseln）》は、確かに聴衆には受けなかったものの、フランツ・ヨーゼフ・ハイドンはその音楽を好んだ。エーベルルはふんだんに作曲し、作品は上演されると大成功を迎えるようになる。《ピアノ協奏曲ハ長調》作品32は非公開で初演された。《交響曲 変ホ長調》作品33は、1805年4月に、ベートーヴェンの《「英雄」交響曲》と一緒に初演されており、「英雄」よりも明らかに好評であった。1806年に名声の絶頂を迎えたが、ウィーンに戻ってから2・3ヶ月後に、敗血症により非業の死を遂げた。

## 主要作品一覧
エーベルルは、多数の（出版された）楽曲を遺した。その中には、数々のピアノ・ソナタやたくさんのピアノ協奏曲のほかに、8つの歌劇や5つの交響曲、いくつもの室内楽曲（ほとんどがピアノを含む編成による）や各種のピアノ曲（幻想曲、変奏曲、舞曲など）、およびリートが含まれる。エーベルルの作品はほとんど水準が高く、しばしばモーツァルトの名前で公表された。様式的にはウィーン古典派に基づいているが、すでに初期ロマン派の特徴を明示しており、古典派音楽からロマン派音楽への移行を指し示すものとなっている。

### 舞台作品
- ジングシュピール《流行りの仕立屋》 （Die Marchande des Modes） （1783年）
- 歌劇《ジプシー》 （Les Bohemiens） （1781年）
- 歌劇《黒い島の姫君》 （Die Königin der schwarzen Inseln） （1801年）

### 管弦楽曲
- 交響曲 ハ長調
- 交響曲 変ホ長調 （作品33）
- 交響曲 ニ短調 （作品34）
- ピアノ協奏曲 ハ短調 （作品1）
- ピアノ協奏曲 ハ長調 （作品32）

### 室内楽曲
- 六重奏曲 （作品47）
- 五重奏曲 （作品41）
- 五重奏曲 （作品48）
- ピアノ三重奏曲集 作品8
  - 1. 変ホ長調
  - 2. 変ロ長調
  - 3. ハ短調
- ピアノ三重奏曲集 （作品10）
- 大三重奏曲 （作品36）
- クラリネット三重奏による接続曲 作品44（Potpourri en trio pour pianoforte, clarinette et violoncello, opus 44）
- ヴァイオリン（またはクラリネット）と任意のチェロおよびピアノのためのソナタ （作品10）

### その他の器楽曲
- 性格的な大ソナタ （作品12）
- 大ソナタ （作品27）
- 大ソナタ （作品39）